# Massimo Graziato
Massimo Graziato (Este, Pàdua, 25 de setembre de 1988) és un ciclista italià.

## Palmarès
- 2006
  - Vencedor d'una etapa a la Tre Ciclistica Bresciana
- 2010
  - 1r al Trofeu Edil C
  - 1r a la Vicenza-Bionde
  - 1r al Giro del Valdarno
- 2012
  - Vencedor d'una etapa a la Giro del Friül-Venècia Júlia

### Resultats a la Volta a Espanya
- 2013. 144è de la classificació general